# Flowella
Flowella est une census-designated place située dans le comté de Brooks, dans l’État du Texas, aux États-Unis. Sa population s’élevait à 118 habitants lors du recensement de 2010.